# Tomás Beswick
Tomás Beswick, född 17 oktober 1911, död 27 juli 1980, var en argentinsk friidrottare. Han deltog vid olympiska sommarspelen 1936.